# Enrique López Delgado
Enrique López Delgado dit Kike López (né le 12 janvier 1988 à Salamanque, en Castille-et-León) est un footballeur espagnol qui évolue au poste d'attaquant à l'Atlético Baleares.

## Palmarès
Vierge